# Zakon o omejevanju porabe alkohola Republike Slovenije
Zákon o omejevánju porábe alkohóla Republike Slovenije (/ZOPA/ Ur.l. RS, št. 15/2003 Arhivirano 2007-02-02 na Wayback Machine.) je zakon Republike Slovenije, ki je stopil v veljavo 16. marca 2003.
V prodajalnah med 21. in 7. uro zjutraj po tem zakonu ni mogoče kupiti alkoholnih pijač in pijač, ki jim je dodan alkohol  Arhivirano 2006-09-26 na Wayback Machine..